# Українська мова в Україні
Українська мова — мова корінного населення України, державна мова України. Згідно з даними перепису населення 2001 року більшість населення (67,5 %) вважає українську мову рідною.
Нинішня мовна ситуація в Україні є результатом тривалої війни проти української мови, української ідентичності й української державності, яку Росія розпочала після 1654 року та яка продовжується і нині у формі мовно-культурної експансії.

## Історія
СРСР у перші роки існування проводив на окупованих українських землях політику українізації, щоб здобути прихильність місцевого населення. Було розгорнуто значну лексикографічно-термінологічну діяльність, упродовж 1922—1932 років видано понад 60 термінологічних словників, у тому числі 16 — Інститутом української наукової мови та ще 15 підготовлено Науково-дослідним інститутом мовознавства. На початку 1930-х років сталінський режим згорнув діяльність цих установ, заборонив усі словники, видані до того як «націоналістичні» та затвердив новий правопис, який наблизив українську мову до російської.
У Польщі 1924 року прийнято «Lex Grabski» — закон, який зменшував можливості батьків віддавати дітей в українські школи та збільшував кількість двомовних (утраквістичних шкіл).
Напередодні Другої світової війни в Україні було зліквідовано мережу культурно-освітніх закладів, що забезпечували потреби національних меншин. Під час і після війни окремі національні меншини були піддані репресіям і вислані поза межі України.
У повоєнний період в Україні відбулися певні позитивні зрушення у ставленні до національних меншин. Однак політика русифікації українського етносу, особливо у східних регіонах, продовжувалась. Поступово шляхом запровадження російської мови у всіх вищих навчальних закладах в орбіту асиміляції було втягнуто і західні регіони України.
У роки, що передували розпаду Радянського Союзу, за допомогою жорстких адміністративних і дискримінаційних заходів було асимільовано значну частину українського етносу передусім у великих промислових центрах східної, південної та частково центральної України. В умовах помітного скорочення людності у сільських місцевостях України й агресивного здійснення комуністичним режимом політики злиття народів СРСР у єдиний «радянський народ» мовна асиміляція українців набула загрозливих масштабів.
14 травня 2019 Верховна Рада відхилила проєкти постанов, які блокували підписання раніше ухваленого закону про функціонування української мови як державної. Голова Верховної Ради Андрій Парубій підписав закон про функціонування української мови як державної.
15 травня 2019 Президент України Петро Порошенко підписав Закон «Про забезпечення функціонування української мови як державної».

## Сьогодення
Тож нинішню мовну ситуацію в Україні треба розглядати як результат незавершеного асиміляційного процесу примусового перетворення українськомовної спільноти на російськомовну, що здійснювався з метою цілковито розчинити український етнос у російському та знищити українську Україну. Процес витіснення української мови з багатьох сфер життєдіяльності та прогресуюче зменшення носіїв української мови не призупинило навіть надання українській мові статусу державної у 1989 р. і подальше закріплення цього статусу, як одного з елементів конституційного ладу країни, в Конституції.
Натомість впровадження української мови як державної у публічній сфері не було до кінця послідовним і не супроводжувалось системними заходами, спрямованими на подолання тяжкої спадщини — багатовікової деформації мовного середовища країни.
На існуючу й нині деформованість мовної ситуації в Україні вказує співвідношення носіїв української та російської мов, що не відповідає співвідношенню етнічних українців і росіян на її території. За даними Всеукраїнського перепису населення 2001 року українці становлять 77,8 % людності України, тоді як українську мову визнало рідною лише 67,5 %.
Станом на 2017-й рік, згідно окремих опитувань, попри критику в ЗМІ, щодо радикального впровадження української мови у суспільстві, 76 % населення висловилися за атестацію зі знання мови держслужбовців, 61 % за запровадження подібного іспиту для отримання громадянства, 90 % вважають її необхідною для всіх держслужбовців і керівників медзакладів.

### Зміни після російського вторгнення 2022 року

##### Дослідження 19 березня
За останнє десятиліття спостерігається стала динаміка зростання кількості тих, хто вважає українську мову рідною: з 57 % у 2012 році до 76 % у 2022 році. Російська за 10 років втратила з 42 до 20 %.
Помітні зміни у мовній самоідентифікації відбулися між 2012—2016 роками. Одними із ключових причин стали:
а) реакція суспільства на експерименти тодішньої влади у мовній політиці;
б) події Революції Гідності;
в) агресія Росії проти України у 2014 році та тимчасова окупація Криму та окремих територій Донецької та Луганської областей.
Зміни самоідентифікації відбулася за рахунок зміни ставлення до української мови у центрі, а також на півдні та сході країни.
Спостерігається стале зменшення російськомовного сегменту українців: у 2012 таких респондентів було близько 40 %, наприкінці 2021 — 26 %, а на початку війни — 18 %. «Перетік» російськомовних відбувається у сегмент «двомовних» (з 15 до 32 %). Кількість тих, хто постійно користується лише українською вдома зросла незначно з 44 до 48 %.

##### Дослідження 17—18 серпня
Продовжує зростає кількість тих громадян, які частіше розмовляють українською вдома, особливо за час повномасштабної війни. Про це свідчать результати опитування, проведеного Соціологічною групою «Рейтинг» протягом 17—18 серпня. Зокрема, 51 % опитаних людей зазначили, що розмовляють вдома українською (у квітні 2022 року — 48 %), третина — двома мовами, 13 % — російською. Понад половина жителів півдня і сходу — двомовні, близько чверті — російськомовні. При цьому 76 % опитаних вказали українську мову як рідну, 19 % — російську, але 30 % російськомовних вважають своєю рідною українську. За даними опитування, 86 % вважають, що українська мова повинна бути єдиною державною мовою, а 10 % підтримують статус російської як офіційної в окремих регіонах, лише 3 % виступають за російську як другу державну мову в Україні.. Використання російською у побуті зменшилося приблизно вдвічі.

##### Дослідження 18—19 жовтня
57 % українців стали більше спілкуватися або повністю перейшли на українську мову з початку повномасштабної війни. Про це свідчать дані опитування, проведеного компанією Gradus Research на замовлення Суспільного. Про це свідчить опитування на замовлення Суспільного 18—19 жовтня 2022 року. 42 % українців стали спілкуватися українською більше. 14 % повністю перейшли на українську.
Жителі міст з населенням 50 тисяч і менше частіше спілкувалися українською ще до повномасштабного вторгнення, ніж великі міста. Тому збільшення їх спілкування українською не таке виражене, як серед жителів великих міст (54 % проти 60 % у великих містах). Водночас жителі невеликих населених пунктів частіше за великі міста повністю переходять на українську: 17 % — у містах менше 50 тисяч перейшли на українську, а серед міст 50 тисяч та більше таких лише 11 %.

##### Соціологічне дослідження 16-20 серпня 2023
Майже 60 % опитаних зазвичай спілкуються вдома українською, близько 30 % — українською та російською, лише 9 % — російською. Починаючи з березня 2022 помітно зменшується використання російської мови у побуті. Для 82 % опитаних українська мова є рідною, для 16 % такою є російська. ВПО і біженці, які перебувають за кордоном, частіше використовують обидві мови для спілкування або говорять російською. Тим не менше, понад 70 % ВПО і біженців вважають рідною українську.

##### Перехід відомих українців на українську мову
19 липня 2022 року президент ФК «Динамо» Київ Ігор Суркіс заявив під час телефонної розмови з журналістом Ігорем Бурбасом «Сьогодні я не можу розмовляти російською, бо це мова наших ворогів».

## Статистика

### Опитування центру Разумкова (2002)
Дослідження проведене соціологічною службою Центру Разумкова з 16 по 24 грудня 2002 року в усіх регіонах України. Опитано 2010 респондентів віком від 18 років у 123 населених пунктах, включаючи села, селища міського типу, малі, середні та великі міста. Похибка вибірки — 2,3 %.

### Опитування Інституту соціології НАН України (2005)
Як показало всеукраїнське опитування Інституту соціології НАН України, у 2005 році:
- українську мову вважали рідною лише 64,3 % населення,
- російську 34,4 %,
- іншу — 1,5 %;

мовою спілкування дорослого населення в родинній сфері були:
- переважно українська — 41,8 %,
- переважно російська — 36,4 %,
- обидві мови (залежно від обставин) — 21,6 %.

### Опитування Research & Branding Group (2011)
Збір інформації проводився методом особистого інтерв'ю в 24 областях України й АР Крим у період зі 12—22 серпня 2011 року. Респонденти відбиралися за квотною вибіркою, що репрезентує доросле населення країни за місцем проживання (область), статтю та віком. Обсяг вибіркової сукупності становив 2075 осіб. Очікувана середня помилка вибірки становить ±2,2 %.
| Пропоновані питання                               | Варіанти відповідей                            | 1994   | 1996   | 1998   | 1999   | 2000   | 2001   | 2002   | 2005   | 2006   | 2007   | 2008   | 2011   | 2012   | 2012   | 2013   | 2016   | 2020   | 2021   |
| ------------------------------------------------- | ---------------------------------------------- | ------ | ------ | ------ | ------ | ------ | ------ | ------ | ------ | ------ | ------ | ------ | ------ | ------ | ------ | ------ | ------ | ------ | ------ |
| Рідна мова                                        | українська                                     | ×      | ×      | ×      | ×      | ×      | 67,5 % | 65,4 % | 64,3 % | ×      | ×      | ×      | ×      | 50,0 % | 62,0 % | 56,0 % | 69,0 % | 73,4 % | ×      |
| Рідна мова                                        | російська                                      | ×      | ×      | ×      | ×      | ×      | 29,6 % | 33,3 % | 34,4 % | ×      | ×      | ×      | ×      | 29,0 % | 36,0 % | 40,0 % | 27,0 % | 22,0 % | ×      |
| Рідна мова                                        | інша                                           | ×      | ×      | ×      | ×      | ×      | 2,9 %  | 1,3 %  | 1,5 %  | ×      | ×      | ×      | ×      | 1,0 %  | 2,0 %  | 3,0 %  | 2,0 %  | 1,7 %  | ×      |
| Мова спілкування (в родині / вдома)               | українська                                     | 36,7 % | 36,9 % | 37,6 % | 36,3 % | 39,1 % | 36,9 % | 37,5 % | 41,8 % | 43,7 % | 37,5 % | 45,0 % | 47,0 % | 45,0 % | 44,0 % | ×      | 55,0 % | 53,0 % | 48,6 % |
| Мова спілкування (в родині / вдома)               | російська                                      | 32,4 % | 33,1 % | 33,4 % | 33,6 % | 36,0 % | 36,7 % | 42,2 % | 36,4 % | 47,2 % | 42,3 % | 38,0 % | 37,0 % | 39,0 % | 35,0 % | ×      | 41,0 % | 29,0 % | 12,3 % |
| Мова спілкування (в родині / вдома)               | обидві                                         | 29,4 % | 29,6 % | 28,4 % | 29,0 % | 24,8 % | 25,8 % | 19,8 % | 21,6 % | 7,8 %  | 19,7 % | 17,0 % | 15,0 % | 15,0 % | 20,0 % | ×      | ×      | 15,0 % | 24,2 % |
| Мова спілкування (в родині / вдома)               | іншою                                          | 0,7 %  | 0,4 %  | 0,5 %  | 1,1 %  | 0,2 %  | 0,6 %  | 0,5 %  | ×      | 0,4 %  | 0,1 %  | ×      | ×      | ×      | 1,0 %  | ×      | 1,0 %  | 3,0 %  | 0,5 %  |
| Мова спілкування (на роботі / за місцем навчання) | українська                                     | ×      | ×      | ×      | ×      | ×      | ×      | 34,0 % | ×      | 37,7 % | 34,4 % | 39,0 % | 45,0 % | ×      | 42,0 % | ×      | ×      | ×      | ×      |
| Мова спілкування (на роботі / за місцем навчання) | російська                                      | ×      | ×      | ×      | ×      | ×      | ×      | 38,5 % | ×      | 50,0 % | 48,0 % | 39,0 % | 35,0 % | ×      | 36,0 % | ×      | ×      | ×      | ×      |
| Мова спілкування (на роботі / за місцем навчання) | обидві                                         | ×      | ×      | ×      | ×      | ×      | ×      | 19,5 % | ×      | 12,1 % | 17,1 % | 22,0 % | 18,0 % | ×      | 21,0 % | ×      | ×      | ×      | ×      |
| Мова спілкування (на роботі / за місцем навчання) | іншою                                          | ×      | ×      | ×      | ×      | ×      | ×      | 0,6 %  | ×      | 0,3 %  | 0,9 %  | ×      | ×      | ×      | 1,0 %  | ×      | ×      | ×      | ×      |
| Державна мова                                     | українська                                     | ×      | ×      | ×      | ×      | ×      | ×      | ×      | ×      | ×      | 36,6 % | ×      | 48,0 % | 46,0 % | 46,0 % | 19,0 % | ×      | ×      | ×      |
| Державна мова                                     | українська, в окремих регіонах — офіційні мови | ×      | ×      | ×      | ×      | ×      | ×      | ×      | ×      | ×      | 27,1 % | ×      | ×      | ×      | ×      | 47,0 % | ×      | ×      | ×      |
| Державна мова                                     | українська і російська                         | ×      | ×      | ×      | ×      | ×      | ×      | ×      | ×      | ×      | 31,4 % | ×      | 49,0 % | 45,0 % | 47,0 % | 28,0 % | ×      | ×      | ×      |

## Освіта
|         | Українська | Російська | Румунська | Угорська | Молдавська | Кримськотатарська | Польська |
| Всього  | 75,05 %    | 23,89 %   | 0,47 %    | 0,35 %   | 0,11 %     | 0,10 %            | 0,02 %   |
| 1 клас  | 81,04 %    | 17,78 %   | 0,54 %    | 0,37 %   | 0,11 %     | 0,12 %            | 0,03 %   |
| 2 клас  | 79,95 %    | 18,87 %   | 0,52 %    | 0,39 %   | 0,11 %     | 0,13 %            | 0,03 %   |
| 3 клас  | 78,26 %    | 20,63 %   | 0,53 %    | 0,32 %   | 0,10 %     | 0,13 %            | 0,03 %   |
| 4 клас  | 86,30 %    | 12,22 %   | 0,58 %    | 0,62 %   | 0,21 %     | 0,04 %            | 0,04 %   |
| 5 клас  | 76,21 %    | 22,17 %   | 0,51 %    | 0,36 %   | 0,13 %     | 0,09 %            | 0,03 %   |
| 6 клас  | 75,73 %    | 23,28 %   | 0,39 %    | 0,36 %   | 0,12 %     | 0,08 %            | 0,02 %   |
| 7 клас  | 74,09 %    | 24,90 %   | 0,45 %    | 0,34 %   | 0,10 %     | 0,09 %            | 0,02 %   |
| 8 клас  | 72,81 %    | 26,16 %   | 0,49 %    | 0,32 %   | 0,10 %     | 0,09 %            | 0,02 %   |
| 9 клас  | 69,23 %    | 29,83 %   | 0,43 %    | 0,31 %   | 0,09 %     | 0,09 %            | 0,01 %   |
| 10 клас | 69,25 %    | 29,81 %   | 0,44 %    | 0,25 %   | 0,09 %     | 0,14 %            | 0,02 %   |
| 11 клас | 68,51 %    | 30,64 %   | 0,36 %    | 0,26 %   | 0,10 %     | 0,11 %            | 0,02 %   |

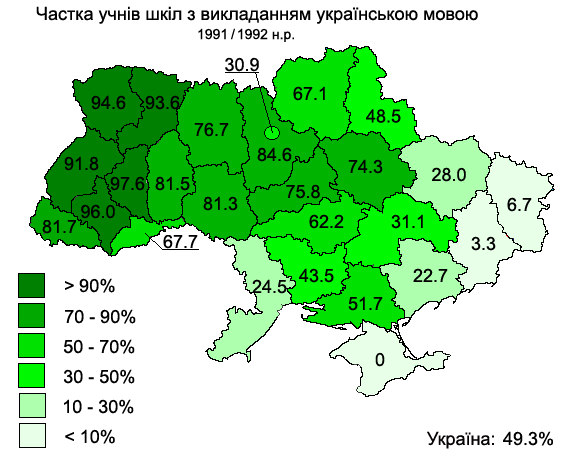
Частка учнів шкіл з українською мовою навчання у 1991 / 1992 н.р

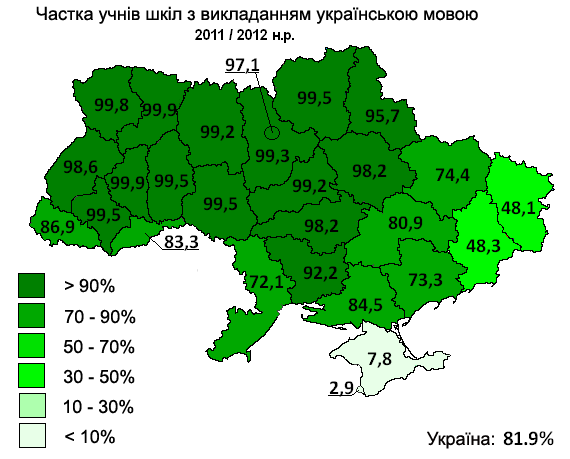
Частка учнів шкіл з українською мовою навчання у 2011 / 2012 н.р

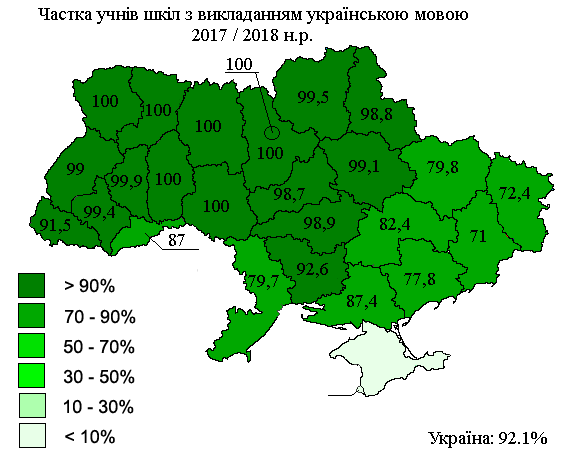
Частка учнів шкіл з українською мовою навчання у 2017 / 2018 н.р

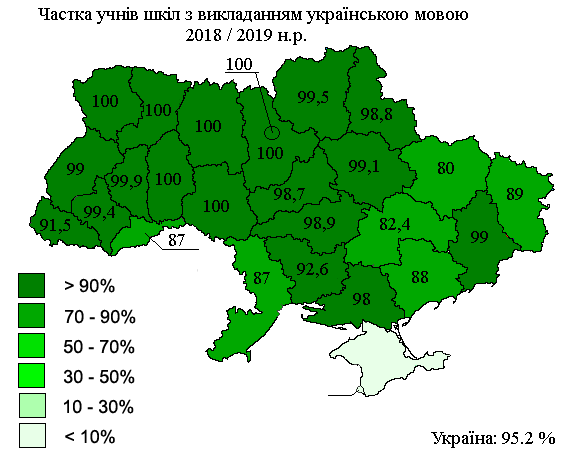
Частка учнів шкіл з українською мовою навчання у 2018 / 2019 н.р

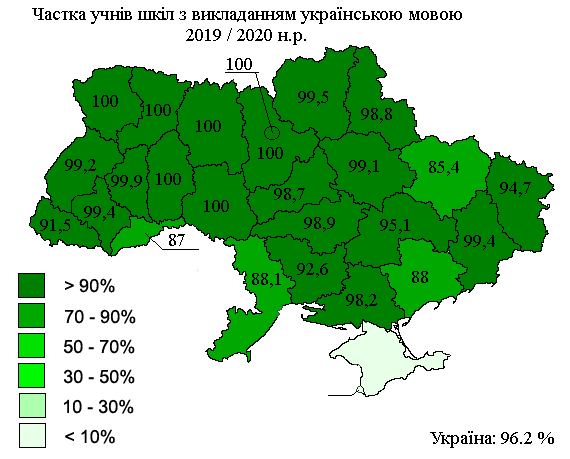
Частка учнів шкіл з українською мовою навчання у 2019 / 2020 н.р

Динаміка частки учнів у школах із українською мовою викладання у 1991/1992 — 1998/1999 навчальних роках у регіонах України:
|                           | 1991   | 1992   | 1994   | 1996   | 1998   |
| ------------------------- | ------ | ------ | ------ | ------ | ------ |
| Автономна Республіка Крим |        |        | 0,1 %  | 0,1 %  | 0,5 %  |
| Вінницька область         | 81,3 % | 83,8 % | 89,9 % | 93,0 % | 96,0 % |
| Волинська область         | 94,6 % | 95,6 % | 97,3 % | 98,0 % | 99,0 % |
| Дніпропетровська область  | 31,1 % | 32,6 % | 41,8 % | 50,0 % | 59,0 % |
| Донецька область          | 3,3 %  | 3,9 %  | 5,4 %  | 7,0 %  | 10,0 % |
| Житомирська область       | 76,7 % | 79,1 % | 85,1 % | 89,0 % | 93,0 % |
| Закарпатська область      | 81,7 % | 82,4 % | 83,8 % | 85,0 % | 85,0 % |
| Запорізька область        | 22,7 % | 24,9 % | 29,8 % | 33,0 % | 38,0 % |
| Івано-Франківська область | 96,0 % | 96,7 % | 97,7 % | 99,0 % | 99,0 % |
| Київська область          | 84,6 % | 86,7 % | 91,1 % | 93,0 % | 95,0 % |
| м.Київ                    | 30,9 % | 41,7 % | 63,4 % | 76,0 % | 87,0 % |
| Кіровоградська область    | 62,2 % | 65,3 % | 72,0 % | 78,0 % | 84,0 % |
| Луганська область         | 6,7 %  | 7,3 %  | 8,7 %  | 10,0 % | 13,0 % |
| Львівська область         | 91,8 % | 93,6 % | 95,4 % | 97,0 % | 98,0 % |
| Миколаївська область      | 43,5 % | 46,1 % | 53,3 % | 59,0 % | 66,0 % |
| Одеська область           | 24,5 % | 27,4 % | 30,0 % | 33,0 % | 37,0 % |
| Полтавська область        | 74,3 % | 74,4 % | 80,6 % | 85,0 % | 89,0 % |
| Рівненська область        | 93,6 % | 96,6 % | 98,4 % | 99,0 % | 99,5 % |
| Сумська область           | 48,5 % | 49,0 % | 59,7 % | 67,0 % | 76,0 % |
| Тернопільська область     | 97,6 % | 98,0 % | 98,7 % | 99,0 % | 99,5 % |
| Харківська область        | 28,0 % | 30,6 % | 35,2 % | 39,0 % | 47,0 % |
| Херсонська область        | 51,7 % | 56,2 % | 59,9 % | 65,0 % | 70,0 % |
| Хмельницька область       | 81,5 % | 84,1 % | 89,6 % | 94,0 % | 97,0 % |
| Черкаська область         | 75,8 % | 78,3 % | 83,8 % | 88,0 % | 92,0 % |
| Чернівецька область       | 67,7 % | 70,5 % | 77,4 % | 80,0 % | 80,0 % |
| Чернігівська область      | 67,1 % | 70,3 % | 78,0 % | 83,0 % | 89,0 % |
| Україна                   | 49,3 % | 51,4 % | 56,5 % | 60,0 % | 65,0 % |

Складання ЗНО українською мовою в регіонах України станом на 2013 та 2014 роки:
|                           | 2013, % | 2014, % |
| ------------------------- | ------- | ------- |
| Автономна республіка Крим | 8,01    | 21,98   |
| Вінницька область         | 99,65   | 99,61   |
| Волинська область         | 99,90   | 99,91   |
| Дніпропетровська область  | 84,28   | 85,04   |
| Донецька область          | 37,87   | 39,68   |
| Житомирська область       | 99,27   | 99,35   |
| Закарпатська область      | 92,43   | 93,33   |
| Запорізька область        | 70,53   | 72,56   |
| Івано-Франківська область | 99,99   | 99,92   |
| Київська область          | 99,55   | 99,59   |
| м. Київ                   | 98,02   | 97,77   |
| Кіровоградська область    | 98,67   | 98,82   |
| Луганська область         | 44,62   | 52,97   |
| Львівська область         | 99,65   | 99,65   |
| Миколаївська область      | 92,89   | 93,57   |
| Одеська область           | 71,30   | 73,26   |
| Полтавська область        | 98,57   | 98,47   |
| Рівненська область        | 99,99   | 99,97   |
| Сумська область           | 96,90   | 97,42   |
| Тернопільська область     | 99,98   | 99,97   |
| Харківська область        | 76,57   | 76,36   |
| Херсонська область        | 86,99   | 88,25   |
| Хмельницька область       | 99,64   | 99,89   |
| Черкаська область         | 99,74   | 99,74   |
| Чернівецька область       | 97,20   | 98,23   |
| Чернігівська область      | 99,50   | 99,63   |
| м. Севастополь            | 4,89    | 18,31   |
| Україна                   |         | 89,09   |

Через політичну ситуацію на той час, дані про АР Крим, м. Севастополь, Донецької та Луганської областей не є достовірними.
Станом на 2014 рік, абітурієнти складали ЗНО такими мовами: 89,09 % — українською, 10,71 % — російською, 0,15 % — угорською, по 0,03 % — молдовською та румунською мовами, 0,01 % — польською мовою.

## Виклики

2008 р. Експертна оцінка Асоціації книговидавців і книгорозповсюджувачів

Посилення процесів русифікації України викликано не тільки та не стільки кризою українського села, новими реаліями відкритого суспільства та ринковою конкуренцією, скільки неспроможністю пострадянської влади здійснювати послідовну та системну мовну політику за підтримки держави. Упродовж тривалого часу влада не спромоглася схвалити Концепцію державної мовної політики, розробити і здійснити ефективної програми мовного планування, створити дієвого механізму відродження та підтримки української мови.
За даними Державного комітету телебачення та радіомовлення України близько 80 % ефірного (етерного) часу теле- та радіостанцій заповнено не українськомовним продуктом. Обмеженою є присутність у телерадіоефірі українськомовних програм. Не на користь Україні склалося й використання частотного ресурсу. Більшість прикордонних районів мають значно кращі умови для прийому іноземних програм, ніж вітчизняних. Подекуди вітчизняне мовлення там відсутнє.
За браком відповідної державної мовної політики негативні тенденції стали домінуючими на ринку друкованих ЗМІ й у царині вітчизняного книговидавництва. Річний тираж журналів та інших періодичних видань українською мовою у 2004 році склав 28 % від загальної кількості, тоді як ще в 1995 р. становив 70 % (для російськомовних видань ці цифри навпаки зростають із 18 % до 64 %).
На книжковому ринку України переважають російськомовні видання. За даними Української асоціації книговидавців і книгорозповсюджувачів, більшість книжок, що їх реалізують в Україні, вийшли друком у Росії.
Засилля в українському інформаційно-культурному просторі іншомовної продукції призвело не лише до різкого скорочення українського мовного простору, але й призводить до руйнації способу мислення та деформації ментальності громадян України, прищеплення їм чужих стереотипів, навіювання їм почуття упослідженості та меншовартості. Внаслідок цього відбувається ерозія ідентичності української нації, так і духовне нищення людського резерву, з якого формується українська еліта. Особливо небезпечною є мовно-культурна експансія Росії, яка супроводжується потоками ненависті та зневаги до української мови, української нації, української державності та має на меті виплекати з українського громадянина російськомовного українофоба.
Співвідношення української та російської мов в інформаційно-культурній сфері не відповідає реальному поділові населення за етнічною ознакою та порушує права його українськомовної частини. При цьому нехтується факт психологічної готовності значної частини російськомовних українців до зміни мовної ситуації на користь державної мови. Цей факт періодично засвідчують соціолінгвістичні опитування.
Стан фактичної дискримінації українців у їх власній країні створює напруженість у міжмовних відносинах, яка посилюється через необґрунтовані домагання окремих політиків надати російській мові статус другої державної мови на рівні з українською, і, таким чином, вибороти для чиновника право не опановувати та не використовувати українську мову в офіційному вжитку. Ці домагання спрямовані не на захист мовних прав росіян і російської мови, якій в Україні ніщо не загрожує, вони працюють проти відродження української мови.
В умовах існуючої в Україні деформованої мовної ситуації спроби надання російській мові статусу державної (офіційної) носять дискримінаційний характер. А надання такого статусу здатне різко підвищити потужність цього конфліктогенного чинника, який буде використовуватися антиукраїнськими силами для перманентного провокування міжетнічних конфліктів, дестабілізації політичної ситуації та розхитування підвалин української державності.
Позитивна тенденція з українізації розпочалася після Революції гідності відколи зокрема були введені квоти на обов'язкову частку продукції державною мовою, проте унаслідок військового конфлікту на Сході, та внутрішніх ворогів, котрі використовували «мовне питання» як виправдання щодо покриття власних злочинів та експансії РФ, реалізація питання провадилась у відносно повільнішому темпі. На початку 2017-го було внесено три законопроєкти щодо виправлення мовної ситуації в країні. 28 лютого 2018 року Конституційний Суд України виніс рішення щодо неконституційності Закону Колесніченка-Ківалова, чим фактично його скасував.
31 липня 2018 року Миколаївським окружним адміністративним судом задоволено позов першого заступника прокурора Миколаївської області про визнання протиправним і не чинним рішення Миколаївської обласної ради від 07.09.2012 № 4 "Про реалізацію вимог Закону України «Про засади державної мовної політики» у Миколаївській області.

## Українська та кримськотатарська мова
Українська мова має близько 4000 тюркізмів, серед них є кримськотатарські. Половиною з них українці послуговуються щоденно: гарбуз, килим, кишмиш, отара, туман, тютюн, штани, карий тощо. Решта - це історизми, що описують речі чи явища, яких вже немає в сучасному побуті.

## Мовна ситуація у схемах і мапах

Частка населення регіонів, що вказала рідною мовою українську за переписом 2001 р.
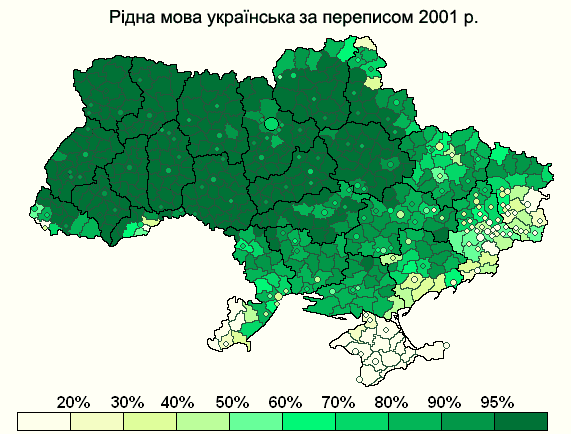
Частка населення районів і міст обласного підпорядкування, що вказала рідною мовою українську за переписом 2001 р.
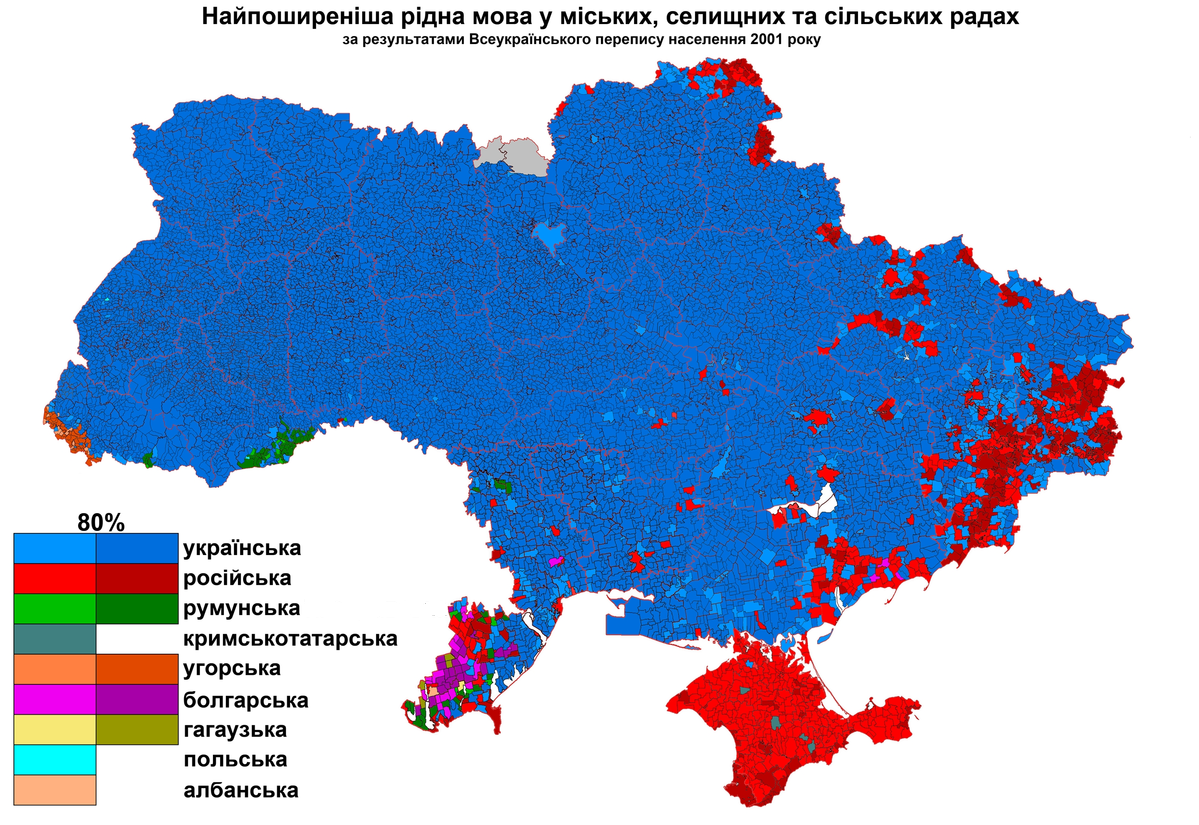
Найпоширеніша рідна мова у міських, селищних і сільських радах за переписом 2001 р.